# Rödersheim-Gronau
Rödersheim-Gronau este o comună din landul Renania-Palatinat, Germania.